# Amoya signata
Amoya signata är en fiskart som först beskrevs av Peters, 1855.  Amoya signata ingår i släktet Amoya och familjen smörbultsfiskar. Inga underarter finns listade i Catalogue of Life.